# Heribert Schützeichel
Heribert Schützeichel (* 20. November 1933 in Rahms bei Neustadt (Wied); † 7. November 2015 in Trier) war ein deutscher römisch-katholischer Geistlicher und Theologe.

## Leben
Heribert Schützeichel war jüngstes von sechs Kindern von Matthias Schützeichel und Gertrud, geb. Eudenbach. Einer seiner Brüder war der Mediävist Rudolf Schützeichel (1927–2016), sein ältester Bruder war der Pallotinerpater Wilhelm Schützeichel (1922–1998).
Schützeichel studierte Katholische Theologie und Philosophie in Trier und München. Am 3. August 1958 empfing er die Priesterweihe für das Bistum Trier. Nach einem Lizenziat in Theologie erfolgte 1964 in Trier die Promotion zum Dr. theol. mit der Dissertation Wesen und Gegenstand der kirchlichen Lehrautorität nach Thomas Stapleton. 1970 habilitierte er sich mit der Schrift Die Glaubenstheologie Calvins. Zum 1. April 1971 erfolgte der Ruf auf den Lehrstuhl für Fundamentaltheologie und Ökumenische Theologie an der Theologischen Fakultät Trier. Am 1. Oktober 2000 wurde er entpflichtet und emeritiert.
Einer seiner Forschungsschwerpunkte war die Theologie Johannes Calvins.
Seit dem Studium war er Mitglied der katholischen Studentenverbindung KStV Erwinia München im KV.

## Schriften (Auswahl)
- Wesen und Gegenstand der kirchlichen Lehrautorität nach Thomas Stapleton. Ein Beitrag zur Geschichte der Kontroverstheologie im 16. Jahrhundert (= Trierer Theologische Studien 20). Trier 1966.
- Die Glaubenstheologie Calvins (= Beiträge zur ökumenischen Theologie 9). München 1972.
- Katholische Calvin-Studien (= Trierer Theologische Studien 37). Trier 1980.
- Katholische Beiträge zur Calvinforschung (= Trierer Theologische Studien 42). Trier 1988.
- Wege in das Geheimnis. Beiträge zur Fundamentaltheologie. Trier 1989.
- In der Schule Calvins. Trier 1996.